# ویلیام دبلیو. کارگیل
ویلیام دبلیو. کارگیل (انگلیسی: William W. Cargill) (زاده ۱۵ دسامبر ۱۸۴۴ - درگذشته ۱۷ اکتبر ۱۹۰۹) کارآفرین، بازرگان و مدیر ارشد اجرایی آمریکایی اسکاتلندی‌تبار بود، که در سال ۱۸۶۵ شرکت کارگیل را تأسیس نمود.